# Yuen Biao
Yuen Biao (kínai: 元彪, pinjin: Yuán Biāo, magyaros átírás: Jüan Piao, Jyutping: Jyun4 Biu1, magyaros: Jűn Píu, Hongkong, 1957. július 26.) kínai színész, harcművész, harckoreográfus, rendező és kaszkadőr.

## Élete és pályafutása
Jackie Channel és Sammo Hunggal együtt a Pekingi Drámaakadémia Hét Kis Szerencse nevű előadócsoportjának tagja volt, majd a többiekhez hasonlóan kaszkadőrködéssel kereste a kenyerét. Bruce Lee Halálos játszma című filmjében Lee dublőre volt (az 1978-ban hozzáforgatott jelenetekben). Első önálló sikerfilmje a Ca csia hsziao ce (Za jia xiao zi) volt 1979-ben. Az 1980-as években számos filmben szerepelt Jackie Chan és Sammo Hung partnereként.
Az 1990-es években karrierje némiképp hanyatlani kezdett, bár Jet Li mellett emlékezetes alakítást nyújtott a Kínai történetben.
A 2000-es években követte Jackie Chant és Sammo Hungot Hollywoodba, 2000-ben a Jackie Chan: Új csapás című film akciókoreográfusa volt, 2006-ban pedig a Jackie Chan: Rob-B-Hoodban szerepelt.
2010-ben Sammo Hung és Dennis To oldalán szerepelt a The Legend Is Born – Ip Man című alkotásban (ami független Donnie Yen Ip Man című filmjétől).